# 藤原生子
藤原 生子（ふじわら の せいし/なりこ、長和3年8月17日（1014年9月13日） - 治暦4年8月21日（1068年9月20日））は、第69代後朱雀天皇の女御。関白藤原教通の長女で、母は藤原公任の娘。准三宮。

## 生涯
長暦3年11月21日（1039年12月9日）に後朱雀天皇のもとに入内。同年閏12月に女御となったが、寛徳2年（1045年）1月、後朱雀天皇は譲位し、生子は内裏を退出した。天喜元年（1055年）出家。後朱雀天皇との間に子はなかった。治暦4年（1068年）死去。宇治陵に葬られた。

## 逸話
藤原頼通と正室の源隆姫との間に子供がいなかったため、祖父の藤原道長は将来は教通の娘を入内させる構想を抱いていた。寛仁2年11月9日（1018年12月18日）に行われた生子と妹の真子の着袴の儀は摂関家（御堂流）の本邸と言える土御門殿で開催され、一番重要な腰結役を父・教通や外祖父・公任ではなく道長と頼通が務めることで摂関家の娘として入内の道筋が整えられることになった。しかし、道長の構想は頼通や国母である皇太后藤原彰子の同意を得ていた訳ではなく、道長の死後に教通が生子の入内に動き始めると頼通や彰子はこの動きを阻止しようとして教通との関係が微妙になる。
後朱雀天皇から生子の立后を打診された藤原頼通は、生子が執柄の娘でないことを理由に拒絶した。
長久2年（1041年）に「弘徽殿女御歌合」を主宰した。